# Mayagüez
Mayagüez é a oitava maior  municipalidade de Porto Rico. Também conhecida como "La Sultana del Oeste" (O Sultanato do Ocidente), "Ciudad de las Águas Puras" (Cidade das Águas Puras), ou "Ciudad del Mango" (Cidade da Manga), em 6 de abril de 1894 a Coroa Espanhola, deu-lhe o título formal de "Excelente Cidade de Mayagüez",  Mayagüez está localizado no centro da costa ocidental da ilha de Porto Rico. É tanto uma cidade principal da Região Metropolitana de Mayagüez e da Área Metropolitana de Mayagüez – San Germán – Cabo Rojo.

## Esportes
Mayagüez foi a sede dos Jogos Centro-Americanos e do Caribe de 2010, para que o governo e a comunidade local tiveram de investir cerca de US$ 250 milhões [carece de fontes?] para, entre outras coisas, a reconstrução do Estádio de Beisebol Isidoro García, e a construção de uma pista de corrida e um estádio de futebol. Também vai sediar o Série do Caribe de 2011.

## Diplomacia
Mayagüez serve de lar para dois consulados para negociações em Porto Rico:
- República Dominicana[6]
- Hungria (Consulado Honorário) [7]

## Cidades-irmãs
- Quiroga, México
- Cartagena das Índias, Colômbia